# Tworki (Pruszków)

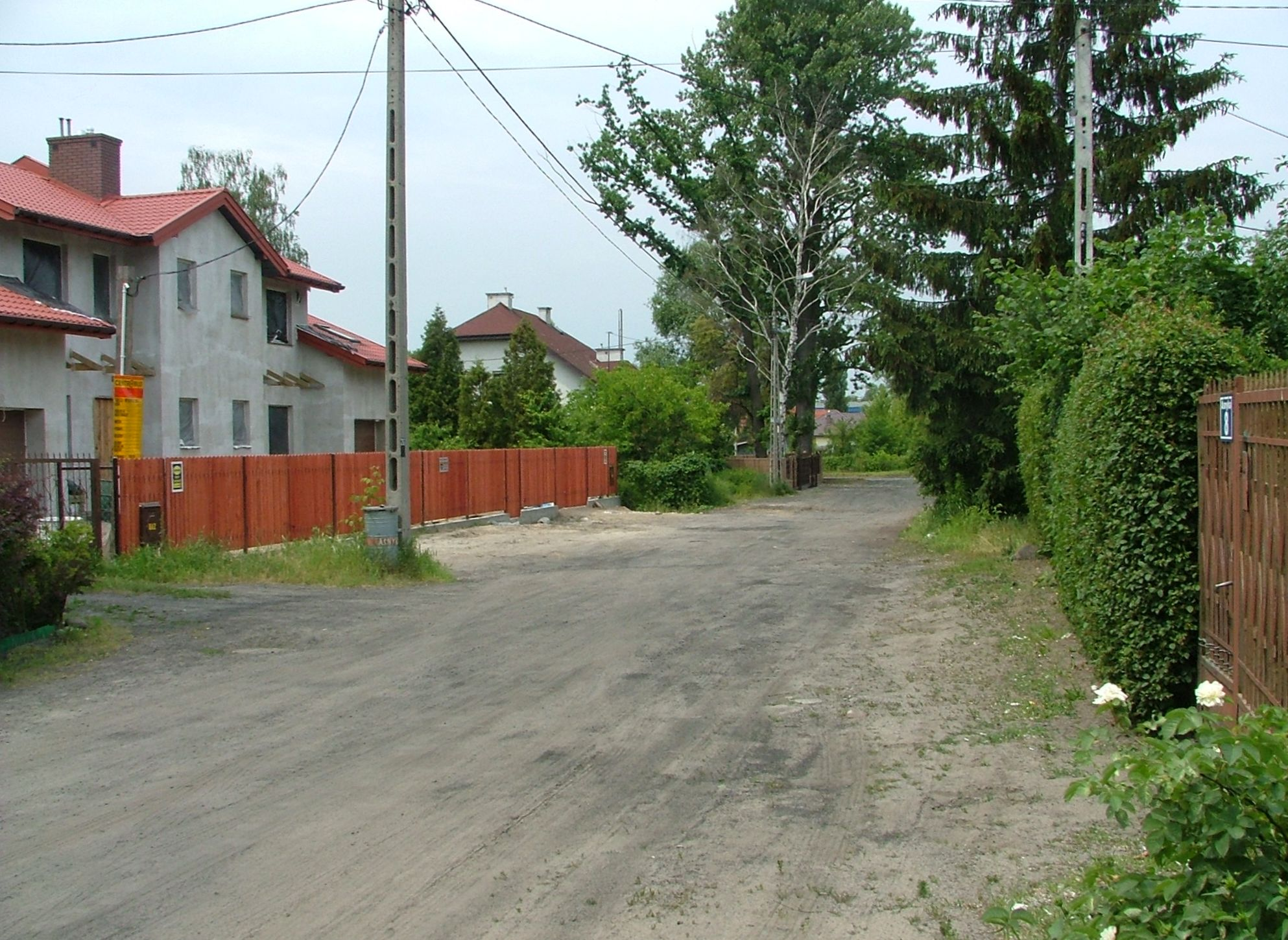
Tworki, ul. Adama Asnyka

Tworki – dzielnica Pruszkowa (województwo mazowieckie, powiat pruszkowski), położona nad rzeką Utratą.

## Historia
Wieś duchowna Tworków położona była w drugiej połowie XVI wieku w powiecie błońskim ziemi warszawskiej województwa mazowieckiego.
W latach 1867–1916 należały do gminy Pruszków w powiecie warszawskim, w guberni warszawskiej. 10 grudnia 1916 osadzie fabrycznej Pruszków nadano prawa miejskie, w związku z czym włączono do niej Tworki.

## Ważniejsze miejsca i obiekty
- Szpital Tworkowski – powstał w 1891 r. Teren pod jego budowę zakupiła w 1882 r. Rada Dobroczynności i Użyteczności Publicznej od ziemianina Franciszka Kryńskiego. Pierwsze budynki zostały wzniesione w latach 1888–1891. 21 listopada 1891 r. miało miejsce uroczyste otwarcie szpitala: „Warszawska Lecznica dla Obłąkanych”. W 1924 r. nieopodal szpitala powstał cmentarz. W 1945 r. zmieniono jego nazwę na Państwowy Szpital dla Nerwowo i Psychicznie Chorych. Na początku XXI wieku placówka zajmowała obszar 57 ha, z czego prawie 23 ha stanowił park[6]. W 2000 r. zmieniono nazwę szpitala na Wojewódzki Samodzielny Psychiatryczny Zespół Publicznych Zakładów Opieki Zdrowotnej im. prof. Jana Mazurkiewicza. W 2007 r. zarejestrowano skróconą nazwę – Szpital Tworkowski, która jest stosowana równolegle z wcześniejszą nazwą.
- Kościół Przemienienia Pańskiego – powstał w latach 1904–1906 jako cerkiew prawosławna wybudowana w stylu ormiańskim. Następnie cerkiew zaadaptowano na kaplicę katolicką, którą poświęcono 30 kwietnia 1930 r.
  - organy z prospektem z 1899 r.
- Cmentarz
  - kwatera ofiar terroru hitlerowskiego z okresu powstania warszawskiego – wpisana do ewidencji Miejsc Pamięci Narodowej
  - kwatera poległych żołnierzy września 1939 r., gdzie znajdują się groby żołnierzy z okresu II wojny światowej – wpisana do ewidencji Miejsc Pamięci Narodowej
- Park – mieści się nieopodal szpitala, a na jego terenie znajdują się starodrzewia i pomniki przyrody m.in.:
  - topola kanadyjska mająca wysokość 20 m i o obwód pnia 440 cm
  - dąb szypułkowy mający wysokość 16 m i obwód pnia 370 cm.

W Tworkach jest także zlokalizowany przystanek Tworki Warszawskiej Kolei Dojazdowej.